# لو غولف ناسيونال
لو غولف ناسيونال هو ملعب غولف فرنسي، ويعني بالعربية (الغولف الوطني). ويقع في جويانكور، جنوب غرب باريس. صممه المهندسون المعماريون هوبرت تشيسنو وروبرت فون هاج، بالتعاون مع بيير ثيفينين،

## المرافق

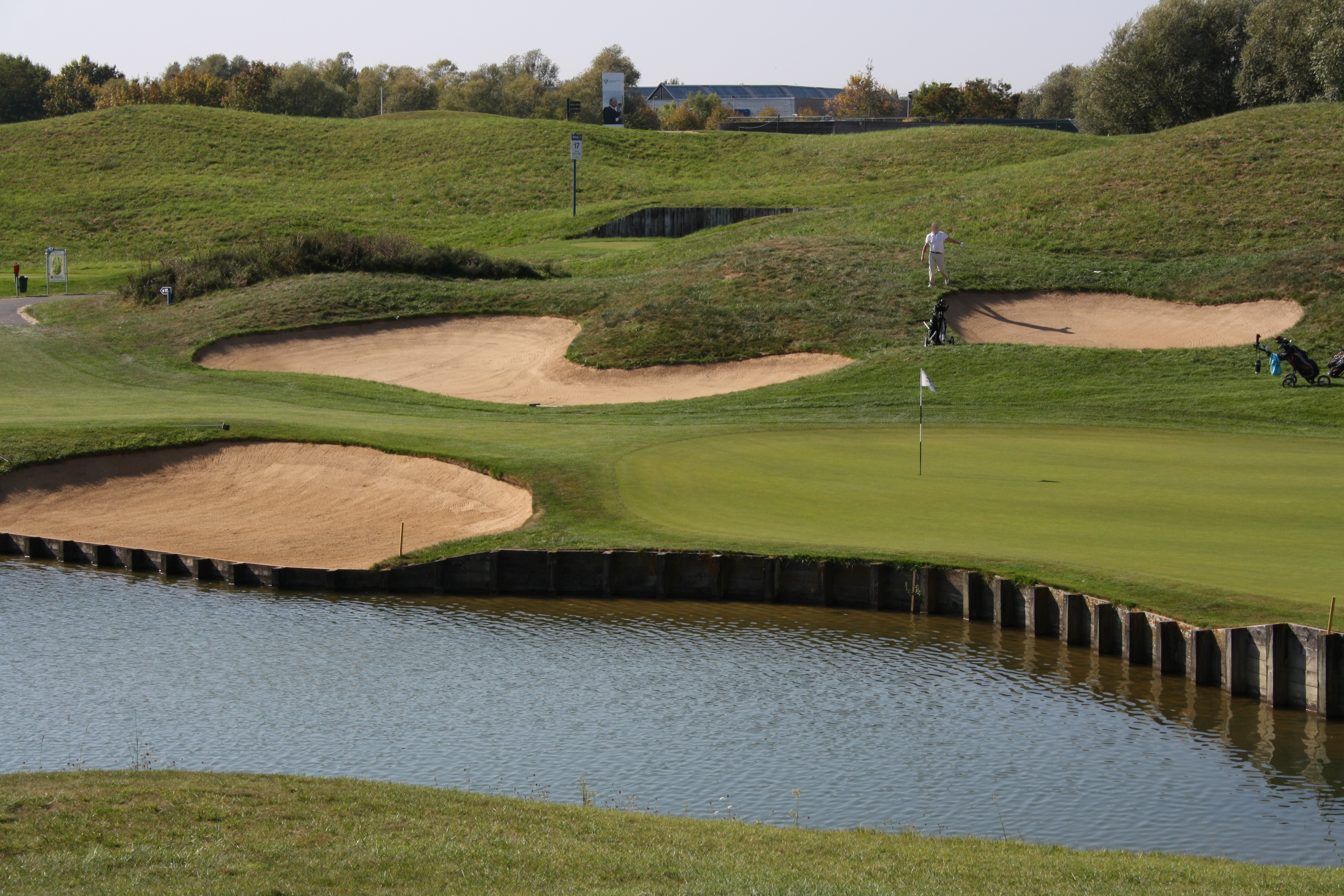
لو غولف ناسيونال

بدأ البناء به في يوليو 1987، وظهر لأول مرة في 5 أكتوبر 1990، حيث افتتحه روجر بامبوك وزير الشباب والرياضة.
يتسع ملعب لـ 80.000 متفرج.  ويتألف الملعب من عدة مسارات: الباتروس ( الباتروس ) هو ملعب او مسار البطولة الرئيسي، معدل الضربات 72 على 7,331 يارد (6,703 م) . الملاعب الأخرى هي مسار النسر ( النسر )، المعدل 71 و 6,224 يارد (5,691 م) ، ومسار Oiselet ( Birdie ) القصير المكون من تسع حفر هو المعدل 32.

## البطولات

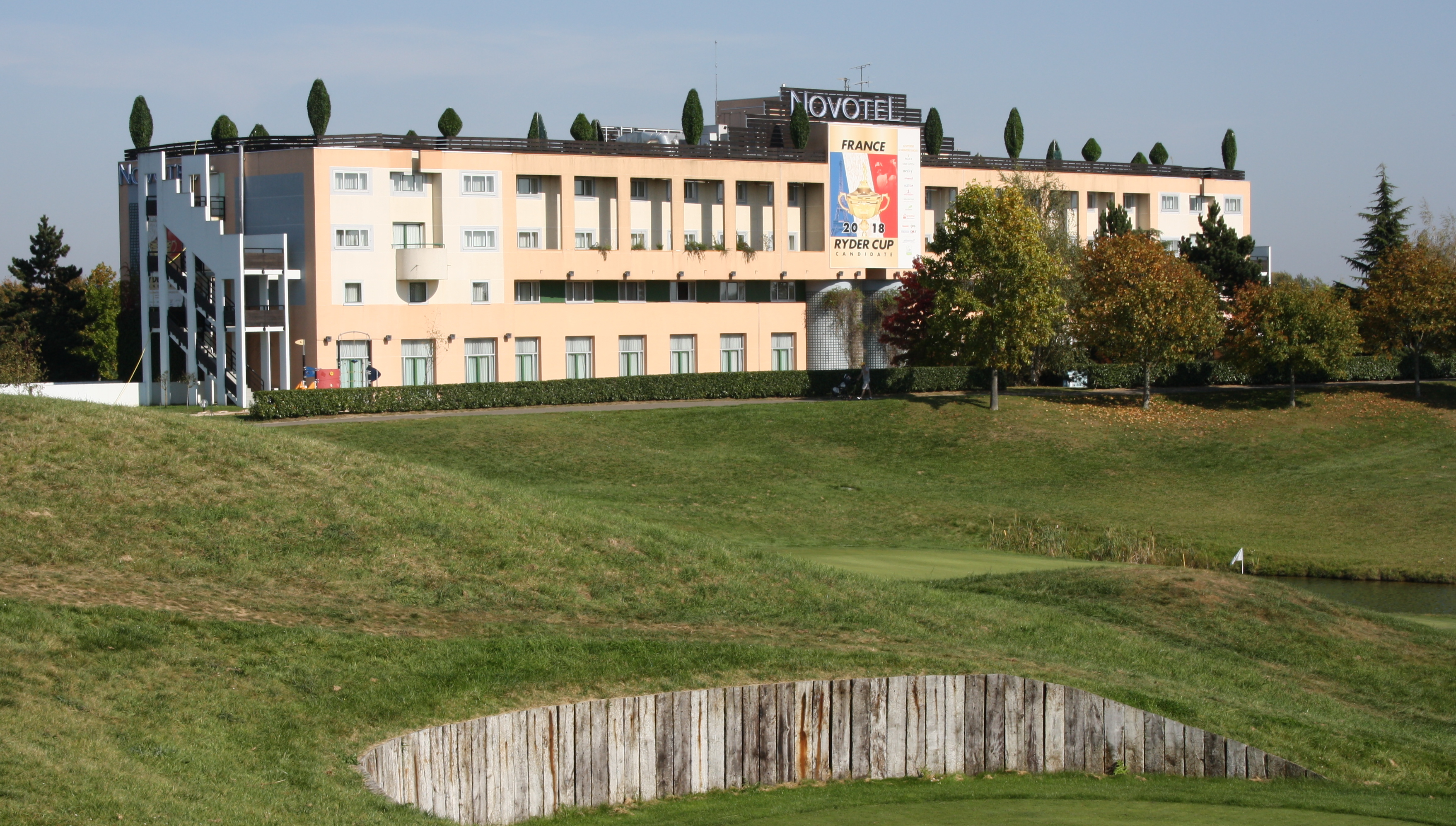
ناشيونال جولف (سان كوينتين إن إيفلين، FRA) 2011

يستضيف لو غولف ناسيونال بطولة فرنسا المفتوحة في الجولة الأوروبية، وهي أقدم بطولة وطنية مفتوحة في أوروبا القارية. لعبت لأول مرة في لو غولف ناسيونال في عام 1991، وهي تقام هناك كل عام منذ ذلك الحين، باستثناء مناسبتين ( 1999 ، 2001 ).
استضافت لو غولف ناسيونال كأس رايدر في عام 2018 .
استضافت لو غولف ناسيونال بطولة العالم لفرق الهواة للرجال والسيدات، وكأس أيزنهاور وكأس إسبيريتو سانتو في عامي 1994 و 2022 .
ومن المقرر أن يستضيف المرفق مسابقة الغولف خلال دورة الألعاب الأولمبية في عام 2024 .

## روابط خارجية
- الموقع الرسمي
 باللغة الإنجليزية
- 2018 Ryder Cup – official site

قالب:Ryder Cup venues
قالب:Olympic venues golf